# Melisa Aslı Pamuk
Melissa Aslı Pamuk (sinh năm 1991) là một hoa hậu đến từ Thổ Nhĩ Kỳ. Cô đoạt danh hiệu Hoa hậu Hoàn vũ Thổ Nhĩ Kỳ 2011.

## Hoa hậu Hoàn vũ Thổ Nhĩ Kỳ 2011
Melissa Pamuk trở thành một trong 20 thí sinh lọt vào bán kết của cuộc thi Hoa hậu Thổ Nhĩ Kỳ 2011. Cô tiếp tục lọt vào top 5 người đẹp nhất và đoạt ngôi Hoa hậu Hoàn vũ Thổ Nhĩ Kỳ 2011. Cô cũng được Best Model of Turkey bình chọn vào top 10 người đẹp nhất năm 2009.